# Katrin Buck
Katrin Buck (ur. 9 czerwca 1962) – niemiecka lekkoatletka specjalizująca się w skok wzwyż. W czasie swojej kariery reprezentowała Republikę Federalną Niemiec.
Największy sukces na arenie międzynarodowej odniosła w 1979 r. w Bydgoszczy, zdobywając srebrny medal mistrzostw Europy juniorek w skoku wzwyż (z wynikiem 1,87; za Kerstin Dedner).